# Moins
Moins (Eigenschreibweise Moins!) Journal romand d’écologie politique ist eine französischsprachige Zeitung für Politische Ökologie aus der Schweiz. Sie erscheint seit 2012 zweimonatlich und vertritt Ansichten der französischen politischen Denkschule der wachstumskritischen Bewegung (décroissance). Das französische Wort „moins“ bedeutet „weniger“ und bezieht sich explizit auf Wachstumskritik.
Die Redaktion hat ihren Sitz in Vevey in der französischen Schweiz. Für die Internationale Degrowth-Konferenz 2014 in Leipzig erschien eine ins Deutsche übersetzte Ausgabe der Moins!.